# Thomas Sprecher
Thomas Othmar Sprecher (* 29. Juli 1957 in Zürich; heimatberechtigt in Pfäfers und Zürich) ist ein Schweizer Literaturwissenschaftler und promovierter Jurist.

## Leben
Thomas Sprecher studierte von 1979 bis 1983 Germanistik, Philosophie und Psychologie in Zürich und Berlin, anschliessend von 1984 bis 1989 Jurisprudenz in Zürich. Sein Germanistikstudium schloss er 1983 mit dem Lizentiat ab. 1985 erlangte er mit einer Arbeit über Thomas Manns Felix Krull den Doktorgrad. Von 1985 bis 1988 war er Assistent von Hans Wysling am Deutschen Seminar der Universität Zürich; von 1989 bis 1992 Auditor bzw. Gerichtssekretär am Bezirksgericht Zürich. 1992 erwarb er das Anwaltspatent im Kanton Zürich. Seit diesem Jahr arbeitete er als Rechtsanwalt bei der Anwaltskanzlei Niederer, Kraft & Frey in Zürich, deren Partner er von 2001 bis Ende 2022 war. Seit 2023 arbeitet er für die gleiche Kanzlei als Rechtskonsulent. 1997 war er bei der Kanzlei Allen & Overy in London engagiert. 2003 promovierte er an der Universität Zürich auch in Jurisprudenz.
Nebenamtlich war er von 1994 bis 2012 Leiter des Thomas-Mann-Archivs der ETH Zürich. In diesem Zeitraum war er auch Herausgeber der Thomas-Mann-Studien und Mitorganisator der Davoser Literaturtage, an denen anhand von Thomas Mann Natur- und Geisteswissenschaften miteinander ins Gespräch gebracht wurden. Ausserdem war er Mitherausgeber des Thomas Mann Jahrbuchs. Für die Grosse kommentierte Frankfurter Ausgabe der Werke Thomas Manns im Fischer-Verlag hat er drei Briefbände und den Band zu Felix Krull herausgegeben und kommentiert. Von 1994 bis 2003 war Sprecher zugleich Präsident der Thomas Mann Gesellschaft Zürich. Ausserdem hat er die Schriften des Schweizer Germanisten und ETH-Professors Karl Schmid herausgegeben (insgesamt sechs Bände) und dessen Biografie geschrieben, die 2013 erschienen ist.
Auch im Bereich der Jurisprudenz hat Sprecher mehrere Monographien veröffentlicht. Als Spezialist für Stiftungsrecht ist er Mitglied diverser Stiftungsräte und seit 2007 Präsident des Schweizer Dachverbands Fondation des Fondateurs. Seit 2014 ist er Mitglied des Legal Counsel von SwissFoundations. Von 2013 bis 2018 war er Mitglied der Finanzkommission der Schweizerischen Studienstiftung.
Sprecher ist ausserdem eng mit der Zeitschrift Schweizer Monat bzw. Schweizer Monatshefte verbunden: Von 1996 bis zu deren Auflösung 2011 war er Vorstandsmitglied der Gesellschaft Schweizer Monatshefte, von 2000 bis 2011 als Vizepräsident. Von 2010 bis 2019 war er Verwaltungsratspräsident der neugegründeten Nachfolgeinstitution SMH Verlag AG, die die Zeitschrift seither herausgibt. 2013 veröffentlichte er eine Geschichte dieser Zeitschrift.
Von 2004 bis 2011 war er Zunftmeister der Zunft zur Schiffleuten, seither Ehrenzunftmeister. In der Schweizer Armee bekleidete er den Rang eines Oberst. In beiden Funktionen folgte er seinem akademischen Lehrer Hans Wysling nach. 2017 hat er im Selbstverlag eine zweibändige, über 700 Seiten starke Geschichte der Zunft zur Schiffleuten publiziert.

## Ehrung
- 2014 Thomas Mann-Medaille der Deutschen Thomas Mann-Gesellschaft in Lübeck

## Veröffentlichungen (Auswahl)

### Monographien
- Felix Krull und Goethe. Thomas Manns «Bekenntnisse» als Parodie auf «Dichtung und Wahrheit» (= Europäische Hochschulschriften. Reihe 1 Deutsche Sprache und Literatur. Band 841). Lang, Bern / Frankfurt am Main / New York 1985, ISBN 3-261-04039-4 (zugleich Dissertation, Zürich 1985).
- Der Gläubigerausschuss im schweizerischen Konkursverfahren und im Nachlassverfahren mit Vermögensabtretung (= Zürcher Studien zum Verfahrensrecht. Band 136). Schulthess, Zürich/Basel/Genf 2003, ISBN 3-7255-4602-9 (zugleich Dissertation, Zürich 2003).
- Literatur und Verbrechen. Kunst und Kriminalität in der europäischen Erzählprosa um 1900 (= Das Abendland. Neue Folge. Band 36). Vittorio Klostermann, Frankfurt am Main 2015, ISBN 978-3-465-03915-0 (2., korr. und überarb. Aufl.; die 1. Auflage 2011 – des Plagiats verdächtigt[14] – wurde vom Verlag aus dem Handel gezogen, und der «geständige»[15] Verfasser durfte sich nach einem Disziplinarverfahren der zuständigen Fakultät mit einer «bereinigten Fassung» erneut habilitieren; zugleich Habilitationsschrift, Fribourg 2010).
- Literatur und Recht. Eine Bibliographie für Leser. Klostermann, Frankfurt am Main 2011, ISBN 978-3-465-03719-4.
- Karl Schmid (1907–1974). Ein Schweizer Citoyen. Verlag Neue Zürcher Zeitung, Zürich 2013, ISBN 978-3-03823-827-0.
- Schweizer Monat 1921–2012. Eine Geschichte der Zeitschrift. SMH-Verlag, Zürich 2013, ISBN 978-3-033-03794-6.
- Stiftungsrecht in a nutshell. Dike, Zürich 2017, ISBN 978-3-03751-890-8.

### Herausgeberschaft
- Thomas Mann in Zürich. Verlag Neue Zürcher Zeitung, Zürich 1992, ISBN 3-85823-377-3.
- Das Zauberberg-Symposion 1994 in Davos (= Thomas-Mann-Studien. Band 9). Frankfurt am Main 1995.
- Davos im Zauberberg. Thomas Manns Roman und sein Schauplatz. Fink, München 1996, ISBN 3-7705-3119-1.
- Auf dem Weg zum „Zauberberg“. Die Davoser Literaturtage 1996 (= Thomas-Mann-Studien. Band 16). Frankfurt am Main 1996.
- mit Judith Niederberger: Karl Schmid: Gesammelte Werke. 6 Bände. Verlag Neue Zürcher Zeitung, Zürich 1998–2000.
- mit Fritz Gutbrodt: Die Familie Mann in Kilchberg. Verlag Neue Zürcher Zeitung, Zürich 2000, ISBN 978-3-85823-821-4.
- Literatur und Krankheit im Fin-de-siècle (= Thomas-Mann-Studien. Band 26). Frankfurt am Main 2002.
- mit Hans Rudolf Vaget und Cornelia Bernini: Thomas Mann: Briefe I: 1889–1913. In: Grosse kommentierte Frankfurter Ausgabe: Werke, Briefe, Tagebücher. Bd. 21. Fischer, Frankfurt am Main 2002, ISBN 978-3-10-048370-6.
- mit Christoph Gödde: Theodor W. Adorno/Thomas Mann: Briefwechsel 1943–1955. Fischer, Frankfurt am Main 2003, ISBN 978-3-596-15839-3.
- mit Hans Rudolf Vaget und Cornelia Bernini: Thomas Mann: Briefe II: 1914–1923. In: Grosse kommentierte Frankfurter Ausgabe: Werke, Briefe, Tagebücher. Bd. 22. Fischer, Frankfurt am Main 2004, ISBN 978-3-10-048371-3.
- „Was war das Leben? Man wusste es nicht.“ Thomas Mann und die Wissenschaft vom Menschen. Die Davoser Literaturtage 2006 (= Thomas-Mann-Studien. Band 39). Frankfurt am Main 2008.
- Im Geiste der Genauigkeit. Das Thomas-Mann-Archiv der ETH Zürich 1956–2006 (= Thomas-Mann-Studien. Band 35). Klostermann, Frankfurt am Main 2006, ISBN 978-3-465-03498-8.
- mit Hans Rudolf Vaget und Cornelia Bernini: Thomas Mann: Briefe III: 1924–1932. In: Grosse kommentierte Frankfurter Ausgabe: Werke, Briefe, Tagebücher. Bd. 23. Fischer, Frankfurt am Main 2011, ISBN 978-3-10-048372-0.
- mit Monica Bussmann: Thomas Mann: Bekenntnisse des Hochstaplers Felix Krull. Der Memoiren erster Teil. Roman. In: Grosse kommentierte Frankfurter Ausgabe: Werke, Briefe, Tagebücher. Bd. 12. Fischer, Frankfurt am Main 2012, ISBN 978-3-10-048345-4.